# Южно такахе
Такахе, още султанска кокошка, безкрила султанка (Porphyrio hochstetteri), е безкрила птица от семейство Дърдавцови. Ендемит за Нова Зеландия. Дълго време е била смятана за изчезнал вид преди да бъде забелязана на Южния остров през 1948 г. в планината Мърчисън. Не се среща на Северния остров. Местните я наричат такахе.

## Общи сведения
Най-голямата птица от семейство Дърдавцови. Дължина на тялото 63 см. Има здраво тяло, редуцирани криле, силни крака и масивен клюн. Възрастните са предимно лилаво-сини, като гърбът и крилете са зелени. На челото има червен щит. Клюнът е розов, а в основата – червен. Краката са розови. Няма ясно изразен полов диморфизъм. Перушината на малките е предимно бледокафява. Обича да вдига шум.

## Разпространение
Среща се в планината Мърчисън, както и на четири острова, където няма хищници. Това са Тиритири Матанги, Капити, Мауд и Мана. Може да се види и в Те Анау и на връх Брус Уайлдлайф Сентърс.
Живее във високопланинските пасища. Роднина е на султанката – изумрудено-синя едра водолюбива птица, вероятно срещала се някога и по водоемите в България, но няма доказателства за подобно твърдение. 

## Начин на живот и хранене
Яде разнообразна растителна храна. Териториално животно.

## Размножаване
Строи обемно гнездо под храсти и шубраци. Снася две белезникави яйца. 73-97% от малките оцеляват.

## Допълнителни сведения
Почти пълното изчезване на вида се дължи на няколко фактора, сред които изтребването му от човека, разрушаването на естествената среда и новите хищници, които човекът е пренесъл на острова.